# Bitburger Brauerei

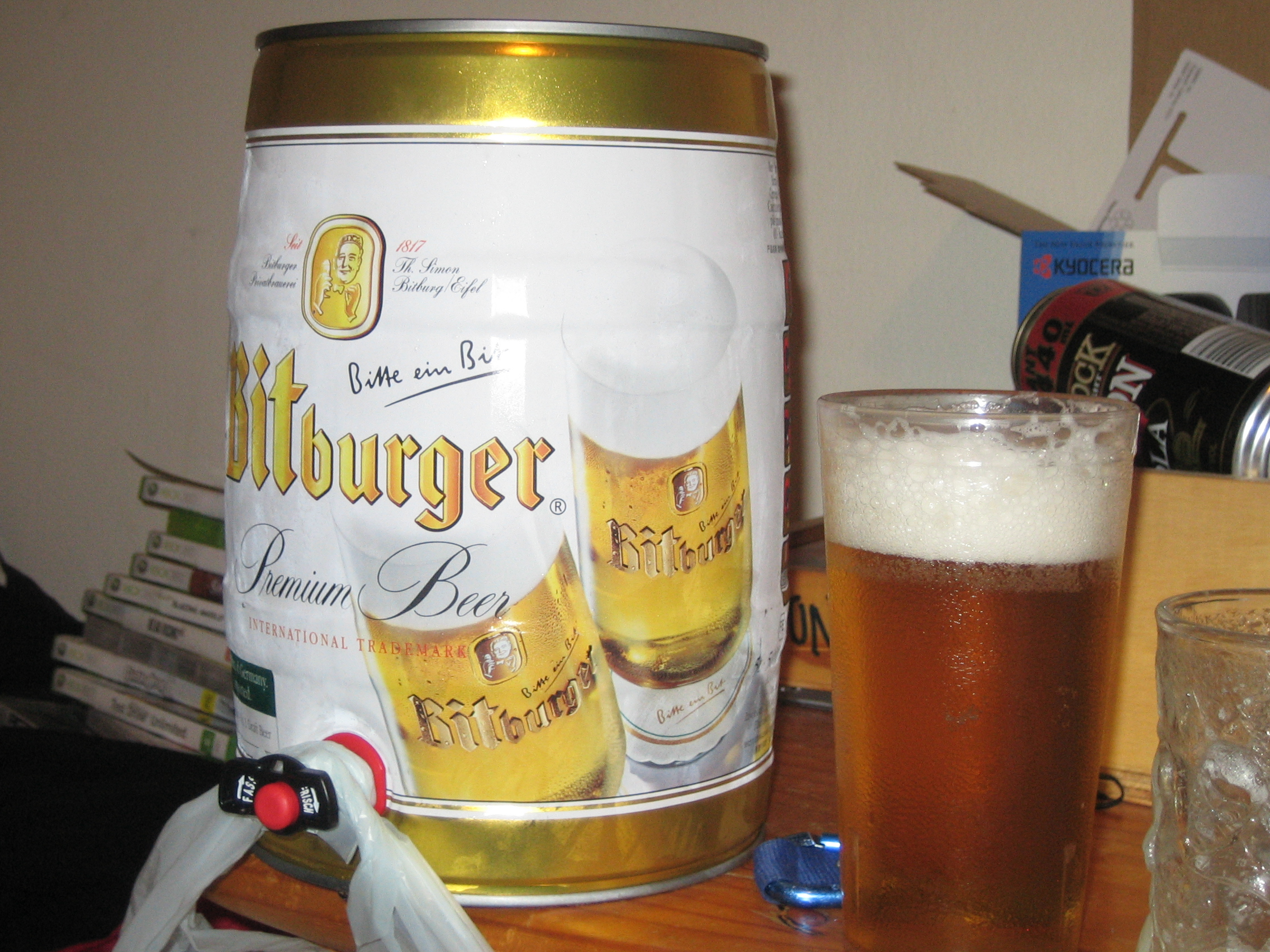

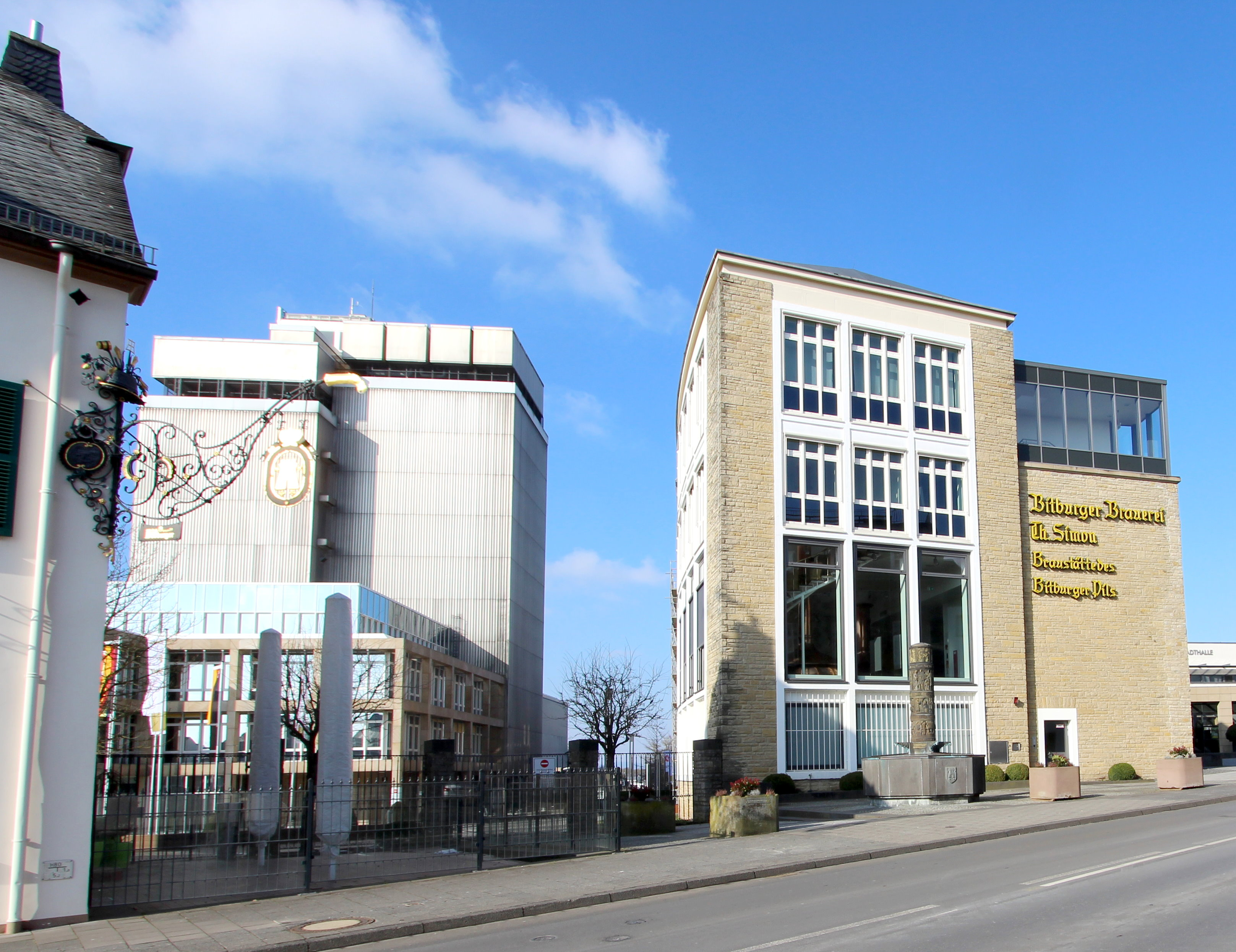
La brasserie avec son musée

La Bitburger Brauerei Th. Simon GmbH ou Bitburger Holding est une brasserie allemande. La marque phare de l'entreprise est la Bitburger, une bière blonde allemande de fermentation basse (pils) brassée à Bitburg depuis 1817. Leur célèbre slogan est "Bitte ein Bit".
En 2010, la Bitburger Holding reprend les droits de distribution et de marque des marques de bière Königsbacher et Nette Edel Pils.